# Шихо Томари
Шихо Томари (јап. 泊 志穂; 26. март 1990) јапанска је фудбалерка.

## Репрезентација
За репрезентацију Јапана дебитовала је 2017. године. За тај тим одиграла је 2 утакмице.

## Статистика
| Јапан  | Јапан | Јапан |
| Год.   | Ута.  | Гол.  |
| ------ | ----- | ----- |
| 2017   | 2     | 0     |
| Укупно | 2     | 0     |